# 나가시마 아키히로
나가시마 아키히로(일본어: 永島 昭浩, 1964년 4월 9일 ~ )는 일본의 전 축구 선수이다.

## 구단 경력
1983년 마쓰시타 전기(감바 오사카)에 입단했다. 1984년 일본 사커 리그로 승격했다. 1990년에 천황배 우승을 차지했다. 1994년부터 1995년까지 시미즈 에스펄스에서 뛰었다. 1995년 6월 재팬 풋볼 리그의 비셀 고베로 이적했다. 1996년 재팬 풋볼 리그 준우승으로 J1리그로 승격했다. 2000년까지 138경기에 출전하여, 67득점을 넣었다. 2000년후 현역 은퇴.

## 국가대표팀 경력
그는 1990년 다이너스티컵에 참가할 일본 국가대표팀에 발탁되었으며, 7월 27일 대한민국와의 경기에서 데뷔했다. 1990년 아시안 게임에도 출전했다. 그는 1991년까지 국제 A매치 통산 4경기에 출전했다.

## 통계
| 일본 | 일본 | 일본 |
| 연도 | 출전 | 득점 |
| ---- | ---- | ---- |
| 1990 | 3    | 0    |
| 1991 | 1    | 0    |
| 통산 | 4    | 0    |